# Brian Lara

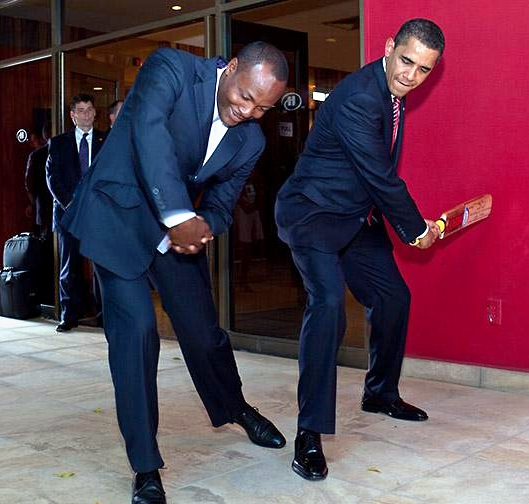
Brian Lara (z lewej) i Barack Obama w 2009 roku

Brian Charles Lara (ur. 2 maja 1969 w Cantaro) – trynidadzki krykiecista, batsman, wieloletni reprezentant Indii Zachodnich. Uważany za jednego z najwybitniejszych graczy w dziejach dyscypliny, członek Galerii Sławy Międzynarodowej Rady Krykieta (ICC Cricket Hall of Fame). Rekordzista świata w liczbie punktów zdobytych w jednym inningsie meczu testowego (400).
Od 1990 do 2006 wystąpił w 131 meczach testowych, w których uzyskał 11 953 punkty (6. wynik w historii), notując średnią 52,88. Ponadto rozegrał 299 meczów jednodniowych (rekord Indii Zachodnich), w których zdobył 10 405 punktów (10. wynik wszech czasów, średnia 40,48).
W 1994 roku ustanowił rekord świata, zdobywając 375 punktów w meczu testowym (przeciwko Anglii), a dziesięć lat później poprawił go – także przeciwko Anglii – o 25 punktów (w 2003 roku rekord zabrał mu Australijczyk Matthew Hayden – 380). Do Lary należy także najlepsze osiągnięcie w meczu pierwszoklasowym, które wynosi 501 punktów. Wynik ten uzyskał w 1994 roku, reprezentując Warwickshire w meczu County Championship.
W latach 1994–2007 firma Codemasters wydała serię sześciu gier komputerowych o tematyce krykietowej sygnowanych nazwiskiem gracza. W 2009 otrzymał Order Australii.